# スイートリベンジ
『スイートリベンジ』は、原案：澤田賢一、漫画：柏屋コッコによる日本の漫画作品、および配信ドラマ。FOD（フジテレビジョン）にて連載中。2021年3月に配信ドラマ化された。同年8月にはドラマの続編制作が決定している。

## あらすじ
茸栽培を趣味とする風変わりな女・マリコ。一見すると地味で暗くて冴えない女だが、実は彼女は「株式会社スイートリベンジ」の社長である。この会社の稼業は、手酷い形で男にフラれて、身も心もボロボロになった女から依頼を受け、“同じ痛み”を男に与えて復讐すること。
マリコは独自の研究から導き出した方法で、ターゲットの男を自分に惚れさせた後、完膚なきまでにフッて地獄に叩き落とすのであった。
マリコにとって男とは“モルモット”であり、恋愛とは“実験”なのである。今宵も、失恋に傷付いた女がマリコの下を訪れる。

## 登場人物
マリコ
本作の主人公。「株式会社スイートリベンジ」の社長。普段は陰気で冴えないが、実は恋愛の達人。趣味は、茸栽培。
ケンジ
「株式会社スイートリベンジ」スタッフ兼調査員の男性。
ユミ
男に手酷くフラれて失意のどん底にいたところを「株式会社スイートリベンジ」に訪れた女性。成敗後は、マリコに弟子入りを志願する。

## 制作背景
企画・プロデュースの野村和生によると、本作はもともとはドラマの企画書であった。完全オリジナルの企画だったこともあり、先に漫画で試そうと原案の澤田に逆提案し、あえて先に漫画を展開した。本作の漫画が「多くの女性に受け入れられることが証明され、満を持してのドラマ化」となった。野村は「原作から開発するという取り組みで、FODは新たな可能性を見出すことができた」と話している。

## 書誌情報
- 澤田賢一（原案）・柏屋コッコ『スイートリベンジ』主婦の友社〈単行本〉、既刊3巻（2019年10月17日現在）
  1. 2019年2月20日発売[3]、ISBN 9784073403746
  2. 2019年6月21日発売[4]、ISBN 9784073407539
  3. 2019年10月17日発売[5]、ISBN 9784073412670

## 配信ドラマ
2021年3月に配信ドラマ化、全6話。同年8月に続編6話が放送された。2021年8月31日から11月16日までフジテレビ（地上波・関東ローカル）の「ブレイクマンデー24」枠（火曜 0:25 ‐ 0:55）でも放送された。

### キャスト
マリコ
演 - 夏菜
ケンジ
演 - 森永悠希
ユミ
演 - 古畑星夏
キョウコ
演 - 小島梨里杏
アキナガ
演 - 武田航平

### ゲスト
第1話〜第2話
- コウイチ - 浅香航大

第3話〜第4話
- クニコ - 雛形あきこ
- ヒロシ - 柾木玲弥
- 舞 - 兒玉遥

第5話〜第6話
- リサ - 中村静香
- タツヤ - 袴田吉彦
- 瑠美 - 白井琥珀

第7話〜第8話
- アサミ - 小川紗良
- ミツヒロ - 入江甚儀

第9話〜第10話
- リリサ - 莉子
- オレキング - 相馬理（真夜中の12時）

第11話〜第12話
- サトル - 稲葉友

第12話
- ハヤト - 曽田陵介

### 配信・放送日程
| 配信回 | 配信日         | 放送日         | サブタイトル                             |
| ------ | -------------- | -------------- | ---------------------------------------- |
| 第1話  | 2021年03月23日 | 2021年08月31日 | 女を弄ぶエリートサラリーマン前編         |
| 第2話  | 2021年03月30日 | 2021年09月07日 | 女を弄ぶエリートサラリーマン後編         |
| 第3話  | 2021年04月06日 | 2021年09月14日 | 年上女をカモにするバーテンダー前編       |
| 第4話  | 2021年04月13日 | 2021年09月21日 | 年上女をカモにするバーテンダー後編       |
| 第5話  | 2021年04月20日 | 2021年09月28日 | 女の弱みにつけ込む不倫オトコ前編         |
| 第6話  | 2021年04月27日 | 2021年10月05日 | 女の弱みにつけ込む不倫オトコ後編         |
| 第7話  | 2021年08月31日 | 2021年10月12日 | フラれた女に付きまとうストーカー 前編    |
| 第8話  | 2021年09月7日  | 2021年10月19日 | フラれた女に付きまとうストーカー 後編    |
| 第9話  | 2021年09月14日 | 2021年10月26日 | 善人ヅラしたゲス！世直し配信オトコ 前編  |
| 第10話 | 2021年09月21日 | 2021年11月02日 | 善人ヅラしたゲス！世直し配信オトコ 後編  |
| 第11話 | 2021年09月28日 | 2021年11月09日 | 落とし屋バトル！落ちるのはどっちだ？前編 |
| 第12話 | 2021年10月5日  | 2021年11月16日 | 落とし屋バトル！落ちるのはどっちだ？後編 |

### スタッフ
- 原作 - 澤田賢一（原案）・柏屋コッコ『スイートリベンジ』
- 脚本 - 守口悠介、大原夕季
- 演出 - 中前勇児、日暮謙、船谷純矢
- 主題歌 - Tielle『Sweet Love』
- 音楽 - 佐藤優介
- 編成企画 - 枝根聡樹
- プロデューサー - 村上崇、高橋優子、
- チーフプロデューサー - 澤田賢一
- 企画・プロデュース - 野村和生
- 制作協力 - 俳優座、カーツメディアワークス
- 制作著作 - フジテレビジョン